# Bedros Bedrosian
Bedros Bedrosian (n. 21 mai 1955) este un fost atlet român specializat în proba de triplusalt.

## Carieră
Sportivul s-a clasat pe locul 14 la Campionatul European în sală din 1980. La Campionatul European din 1982, la Atena, a obținut locul șase și la Campionatul Mondial din 1983 a ocupat locul 11. De patru ori a participat la Universiade. Cel mai bun rezultat a obținut la Universiada din 1983, locul cinci. În anii 1980-1984 a devenit campion național.
Recordul său personal este 17,27 m, fiind și recordul național până când Marian Oprea a sărit 17,63 m în 2003.
După retragerea sa din activitate Bedros Bedrosian a devenit antrenor în Arabia Saudită și India.

## Realizări
| An   | Competiție                   | Locație                 | Loc | Note    |
| ---- | ---------------------------- | ----------------------- | --- | ------- |
| 1977 | Universiada                  | Sofia, Bulgaria         | 18  | 15,35 m |
| 1979 | Universiada                  | Ciudad de México, Mexic | 8   | 16,18 m |
| 1980 | Campionatul European în sală | Sindelfingen, Germania  | 14  | 15,74 m |
| 1981 | Universiada                  | București, România      | 8   | 16,39 m |
| 1982 | Campionatul European         | Atena, Grecia           | 6   | 16,46 m |
| 1983 | Universiada                  | Edmonton, Canada        | 5   | 16,82 m |
| 1983 | Campionatul Mondial          | Helsinki, Finlanda      | 11  | 16,18 m |

## Recorduri personale
| Probă              | Performanță | Dată             | Locație   |
| ------------------ | ----------- | ---------------- | --------- |
| Triplusalt         | 17,27 m     | 9 iunie 1984     | București |
| Triplusalt în sală | 16,82 m     | 8 februarie 1984 | Budapesta |